# Taenogera brunnea
Taenogera brunnea är en tvåvingeart som beskrevs av Shaun L. Winterton 2007. Taenogera brunnea ingår i släktet Taenogera och familjen stilettflugor. Inga underarter finns listade i Catalogue of Life.